# Heatwave
Heatwave var en discogrupp, aktiv åren 1975-1984. Gruppens sound var funkinspirerad disco.
Musikerna i gruppen kom från många håll i världen. Bröderna Johnnie och Keith Wilder var de två amerikanska sångare som startade det hela. Med tiden tillkom de amerikanska gitarristerna Jesse Whittens och Eric Johnsden, den spanske basisten Mario Mantese, och den tjeckiske trummisen Emest Berger. De fick sin största hit 1976 med låten "Boogie Nights".

## Diskografi
Studioalbum
- Too Hot to Handle  (1976)
- Central Heating (1977)
- Hot Property (1978)
- Candles (1981)
- Current (1982)
- The Fire (1988)
- Always And Forever (1995)
- Inside Me, Out Of Time (1999

Samlingsalbum
- Greatest Hits - (1981)
- Power Cuts: All Their Hottest Hits (1982)
- Heatwave's Greatest Hits (1984)
- Gangsters of the Groove - '90s Mix (1991)
- Always and Forever (1995)
- The Best of Heatwave: Always & Forever (1996)
- Best of Heatwave (2007)

Singlar (topp 100 på UK Singles Chart)
- Boogie Nights (1976) (#2)
- Too Hot to Handle / Slip Your Disc to This (1977) (#15)
- Always and Forever (1999) (#9)
- The Groove Line (1978) (#12)
- Mind Blowing Decisions (1978) (#12)
- Always and Forever / Mind Blowing Decisions (remix) (1978) (#9)
- Razzle Dazzle (1977) (#43)
- Gangsters of the Groove (1980) (#19)
- Jitterbuggin' (1981) (#34)
- Mind Blowing Decisions (Decision Mix) (1990) (#65)
- Feel Like Making Love (med Jocelyn Brown) (1990) (#90)